# Goupil & Cie.

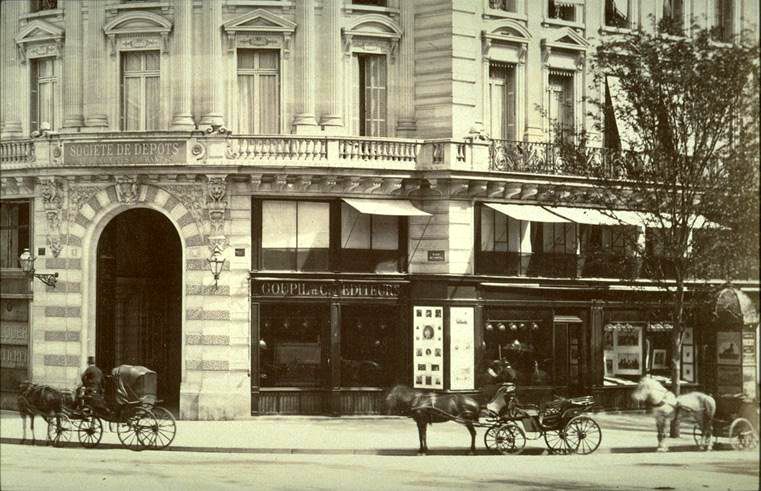
La Galerie Goupil en la Plaza de la Ópera de París (fotografía antigua).

Goupil & Cie. fue una empresa editora de reproducciones de arte, en grabado y fotografía, fundada en París en 1850, a continuación de maison Goupil, creada en 1829, y que duró en activo cuatro décadas, si bien la tradición familiar se mantuvo, con diversos cambios, hasta 1920. En sus años de apogeo, Goupil amplió su actividad al comercio de obras originales. Goupil es un apellido familiar para los conocedores de Mariano Fortuny, ya que el famoso pintor catalán alcanzó fama internacional gracias a su relación con la citada empresa.

## Historia
Dirigida por Adolphe Goupil (1806-1893), la casa parisina maison Goupil se fundó hacia 1829 como editora de reproducciones artísticas en grabado, muy demandas por las clases medias que no podían acceder a pinturas exclusivas. Las estampas emitidas por Adolphe Goupil contribuyeron a la fama de artistas entonces emergentes, como su yerno Jean Léon Gérôme. 
Tras dos décadas de éxito comercial, hacia 1846 maison Goupil dio el salto al mercado de pinturas y dibujos originales, actividad que crecería en parte gracias al ingreso como socio de Vincent van Gogh, un marchante que era tío del pintor homónimo. Algunas obras eran creadas expresamente para que Goupil las reprodujese. Adolphe Goupil renombra la empresa Goupil & Cie. en 1850, después de varias asociaciones.
Ya en 1853, sus ediciones se ampliaron a la fotografía a la albúmina y en 1873 al heliograbado, que se producían mayormente en una planta de la localidad de Asnières, al norte de París: Ateliers Photographiques. 
Durante sus años de apogeo la compañía abrió delegaciones en Londres, Bruselas, La Haya, Berlín, Viena, Nueva York e incluso Australia. En 1878 la familia Van Gogh dejó su participación en Goupil, accediendo como socio René Valadon. En 1884, los Goupil dejaron la empresa, que fue renombrada como Boussod, Valadon & Cie., pero tres años después su stock se liquidó en subasta. A pesar de ello, la tradición editora de los Goupil prosiguió hasta 1921. 
En los años finales de la empresa, su fondo de fotografías, planchas de grabado, etc. fue adquirido por Vincent Imberti, un marchante de arte de Burdeos, y tras su fallecimiento en 1987, este conjunto pasó a ser propiedad municipal mediante una donación y la posterior compraventa del resto de piezas. Actualmente, el fondo Goupil está custodiado en el Musée Goupil de Burdeos, una institución que en sentido estricto no es un museo sino un archivo para investigadores, pues carece de salas de exhibición. Desde 1998 esta colección se integra en el Musée d'Aquitaine.

### Fortuny yGoupil

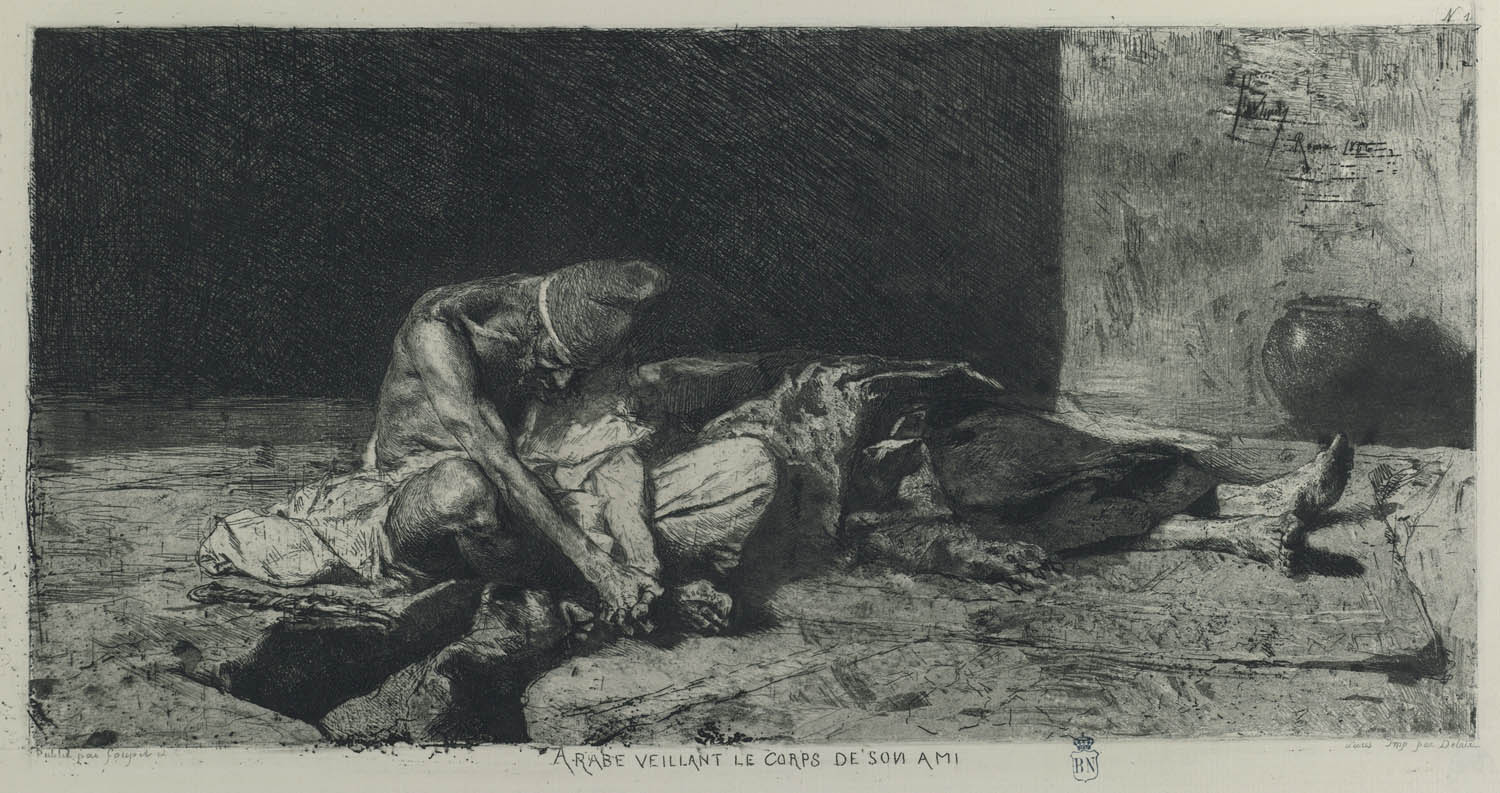
Árabe velando el cadáver de su amigo, grabado elaborado por Mariano Fortuny y publicado por Goupil. Ejemplar de la Biblioteca Nacional de España (Madrid).

La relación entre Mariano Fortuny y Adolphe Goupil hubo de arrancar en 1865 o 1866; se conocieron por mediación del pintor vasco Eduardo Zamacois y Zabala. En septiembre de 1866 Fortuny y Goupil firmaron un contrato en exclusiva que dio al maestro catalán una estabilidad económica y difusión internacional. 
En 1870 Fortuny expuso en la sala parisina de Goupil, siendo elogiado por Théophile Gautier y otros críticos; pero las exigencias de su marchante y del mercado terminarían deprimiendo a Fortuny: se veía atado a una producción repetitiva que le impedía evolucionar. Tras estancias en Granada y Roma, en mayo de 1874 el pintor regresó a París con la intención de romper con Goupil; no sabemos si llegó a hacerlo, pues luego volvió a Italia y falleció en Roma en noviembre del mismo año, víctima de una úlcera de estómago.